# قائد عسكري

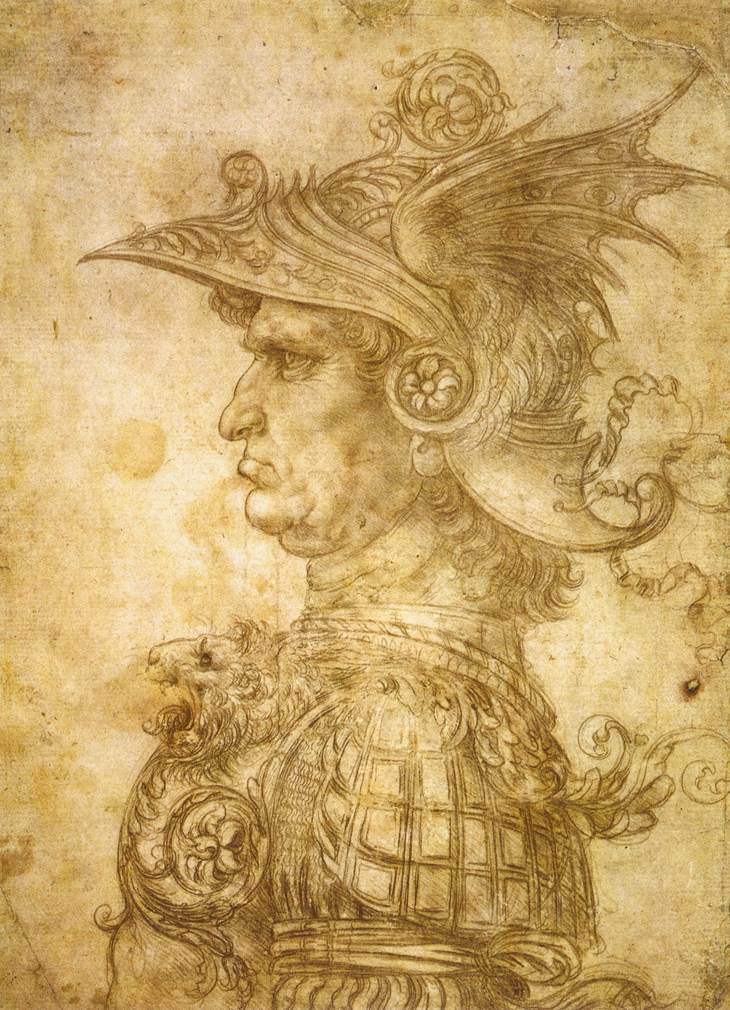
لوحة عن قبطان قديم، يُعرف أيضًا باسم القائد، رسمه ليوناردو دافنشي

القائد العسكري: مَنْ يقود جيشًا أو شعبًا. ولهذا المصطلح دَلالة عسكرية قوية، لكن الدور أو الوظيفة مكتسبة أحيانًا، وقد تكون وظيفة سياسية أو دينية أيضًا.